# Akko (género)
Se procura a cidade homónima da Nigéria, veja Akko.
Se procura a cidade de Israel, veja Acre (Israel).
Akko  é um género de peixe da família Gobiidae e da ordem Perciformes.

## Morfologia
- Boca grande e quase vertical.
- A mandíbula superior é ligeiramente extensível.
- Os dentes caninos são muito largos e amplamente separados.
- A mandíbula inferior possui duas fileiras de dentes.
- Olhos diminutos (2-3% do comprimento da cabeça.
- Não apresentam linha lateral.
- Barbatana dorsal e anal unidas à caudal.
- O corpo apresenta escamas pequenas, lisas e não sobrepostas.[3]

## Espécies
- Akko brevis (Günther, 1864)
- Akko dionaea (Birdsong & Robins, 1995)[4][5]
- Akko rossi (Van Tassell & Baldwin, 2004)[6][7][8][9][10][11]